# راه گریز
راه گریز به معنی ابهام یا نارسایی یک سامانه، مثلاً در حقوق یا امنیت است که می‌تواند برای دور زدن یا نادیده‌گرفتن آرمان اصلی استفاده شود که به طور ضمنی یا صراحتاً در آن سامانه بیان شده است.
راه گریز با خلأ قانونی فرق دارد. اگرچه این دو اصطلاح، بیشتر به جای یکدیگر به کار می‌روند. در راه گریز، قانونی برای رسیدگی به یک موضوع خاص وجود دارد اما خلأ قانونی درباره وضعیتی است که در آغاز آن، هیچ قانونی برای آن وضعیت خاص وجود ندارد.

## استفاده و بازنگری
راه‌های گریز، در موارد زیادی جستجو شده و در موقعیت‌های گوناگونی به صورت راهبردی استفاده می‌شوند. این موقعیت‌های می‌توانند انتخابات، سیاست، مالیات، عدالت کیفری، یا نقض امنیت باشند.